# 外部コマンド
外部コマンド（がいぶコマンド）とは、コマンドラインシェルなどといったコマンドラインインタプリタに組込みでないコマンドのことである。CP/Mではトランジェント･コマンドと呼称した。反対にコマンドラインインタプリタ組込みのコマンドを内部コマンド（ビルトインコマンド、en:Shell builtin）と呼ぶ。外部のプログラムを呼び出しているという点はアプリケーションソフトウェアの起動と何ら変わりなく、線引きはあいまいにならざるを得ない（というか、不可能である）。
以上のようなわけで「代表的な外部コマンド」は特にない。一方で、外部コマンドとして実装することが絶対に不可能なため、内部コマンドとして実装される代表例に cd コマンドがある。